# Іпек Шенолу
Іпек Шенолу (тур. İpek Şenoğlu; нар. 8 червня 1979) — колишня турецька тенісистка.
Найвищу одиночну позицію світового рейтингу — 293 місце досягла 5 липня 2004, парну — 53 місце — 19 жовтня 2009 року.
Здобула 2 одиночні та 21 парний титул туру ITF.
Найвищим досягненням на турнірах Великого шолома було 3 коло в парному розряді.
Завершила кар'єру 2012 року.

## Фінали турнірів WTA

### Парний розряд: 1 (поразка)
| Результат | Дата           | Турнір       | Рівень  | Покриття | Партнерка           | Суперниці                       | Рахунок  |
| --------- | -------------- | ------------ | ------- | -------- | ------------------- | ------------------------------- | -------- |
| Поразка   | 19 квітня 2008 | Estoril Open | Tier IV | Ґрунт    | Мервана Югич-Салкич | Марія Кириленко Флавія Пеннетта | 4–6, 4–6 |

## Фінали ITF
| турніри $100,000 |
| турніри $75,000  |
| турніри $50,000  |
| турніри $25,000  |
| турніри $10,000  |

### Одиночний розряд: 10 (2–8)
| Результат | Ранг | Дата           | Турнір                  | Покриття   | Суперниця            | Рахунок       |
| --------- | ---- | -------------- | ----------------------- | ---------- | -------------------- | ------------- |
| Поразка   | 1.   | 9 вересня 2001 | ITF Ченнаї, Індія       | Ґрунт      | Радгіка Тулпуле      | 1–6, 6–7(2)   |
| Поразка   | 2.   | 7 грудня 2002  | Пуне, Індія             | Тверде     | Катерина Бондаренко  | 1–6, 1–6      |
| Поразка   | 3.   | 25 травня 2003 | Альмерія, Іспанія       | Тверде     | Кільдін Шевальє      | 6–4, 4–6, 1–6 |
| Поразка   | 4.   | 3 серпня 2003  | Стамбул, Туреччина      | Тверде     | Цветана Піронкова    | 6–7(2), 0–6   |
| Перемога  | 1.   | 17 серпня 2003 | Лондон, Англія          | Тверде     | Ганна Коллін         | 6–4, 6–4      |
| Перемога  | 2.   | 24 серпня 2003 | Вестенде, Бельгія       | Ґрунт      | Евелін Ваніфте       | 6–3, 6–2      |
| Поразка   | 5.   | 18 квітня 2004 | Морелія, Мексика        | Тверде     | Наталія Гарбельйотто | 4–6, 6–4, 4–6 |
| Поразка   | 6.   | 31 жовтня 2004 | ITF Стамбул, Туреччина  | Тверде (i) | Віраг Немет          | 5–7, 4–6      |
| Поразка   | 7.   | 13 лютого 2006 | ITF Алгарве, Португалія | Тверде     | Карла Суарес Наварро | 2–6, 3–6      |
| Поразка   | 8.   | 18 червня 2006 | ITF Льєйда, Іспанія     | Тверде     | Сандія Нагарадж      | 4–6, 2–6      |

### Парний розряд: 44 (21–23)
| Результат | Ранг | Дата            | Турнір                  | Покриття   | Партнерка                | Суперниці                                | Рахунок             |
| --------- | ---- | --------------- | ----------------------- | ---------- | ------------------------ | ---------------------------------------- | ------------------- |
| Перемога  | 1.   | 25 вересня 1995 | ITF Анталія, Туреччина  | Тверде     | Павліна Бартункова       | Сьюзен Бовмен Кірсі Лампінен             | 7–5, 6–4            |
| Перемога  | 2.   | 18 серпня 1996  | Стамбул, Туреччина      | Тверде     | Дессислава Топалова      | Ху Чін-Бі Аліче Пірсу                    | 6–1, 6–4            |
| Поразка   | 1.   | 18 червня 2000  | Анкара, Туреччина       | Ґрунт      | Калина Діанкова          | Мервана Югич-Салкич Марина Лазаровська   | 2–6, 6–0, 4–6       |
| Перемога  | 3.   | 10 червня 2001  | Анкара, Туреччина       | Ґрунт      | Олена Яришко             | Маша Весеняк Уршка Весеняк               | 3–6, 6–3, 6–4       |
| Поразка   | 2.   | 30 вересня 2001 | Касторія, Греція        | Ґрунт      | Биляна Павлова-Димитрова | Марія Павліду Асіміна Каплані            | 3–6, 5–7            |
| Поразка   | 3.   | 24 лютого 2002  | Стамбул, Туреччина      | Тверде (i) | Естер Мольнар            | Гульнара Фаттахетдінова Джорджа Мортелло | 5–7, 1–6            |
| Поразка   | 4.   | 5 травня 2002   | Борнмут, Англія         | Ґрунт      | Хрістіна Захаріду        | Анна Говкінс Джейн О'Доног'ю             | 0–6, 0–6            |
| Поразка   | 5.   | 4 серпня 2002   | Понтеведра, Іспанія     | Тверде     | Альберта Бріанті         | Неуза Сілва Фредеріка Пієдаде            | 2–6, 6–4, 2–6       |
| Поразка   | 6.   | 27 квітня 2003  | Хвар, Хорватія          | Ґрунт      | Владіміра Угліржова      | Яна Мацурова Габріела Хмелінова          | 4–6, 6–3, 1–6       |
| Перемога  | 4.   | 11 травня 2003  | Тортоса, Іспанія        | Ґрунт      | Фредеріка Пієдаде        | Ліана Унгур Марія Пілар Санчес Алаєто    | 6–4, 7–6(3)         |
| Перемога  | 5.   | 25 травня 2003  | Альмерія, Іспанія       | Тверде     | Неуза Сілва              | Ромі Фара Астрід Вернес                  | 7–5, 5–7, 6–3       |
| Перемога  | 6.   | 29 червня 2003  | Orestiada, Греція       | Тверде     | Даніела Берчек           | Елефтерія Макромаріду Анна Куманту       | 7–6(4), 6–2         |
| Поразка   | 7.   | 10 серпня 2003  | Рексем, Уельс           | Тверде     | Пемра Озген              | Івонн Дойл Карен Нуджент                 | 3–6, 3–6            |
| Поразка   | 8.   | 24 серпня 2003  | Вестенде, Бельгія       | Ґрунт      | Евелін Ваніфте           | Леслі Буткевіч Кім Кілсдонк              | 4–6, 2–6            |
| Перемога  | 7.   | 14 вересня 2003 | Мадрид, Іспанія         | Ґрунт      | Ліана Унгур              | Ліса Д'Амеліо Дженніфер Дебодт           | 6–3, 6–3            |
| Перемога  | 8.   | 20 жовтня 2003  | Кардіфф, Уельс          | Тверде (i) | Клер Каррен              | Суріна Де Беер Ілк Джерс                 | 6–4, 2–6, 6–3       |
| Поразка   | 9.   | 25 квітня 2004  | Поса-Ріка, Мексика      | Тверде     | Хорхеліна Краверо        | Лурдес Домінгес Ліно Фредеріка Пієдаде   | 5–7, 0–6            |
| Перемога  | 9.   | 23 травня 2004  | Пекін, КНР              | Тверде     | Ліга Декмеєре            | Жуй Ду Лю Наньнань                       | 4–6, 6–4, 7–6(1)    |
| Перемога  | 10.  | 30 травня 2004  | Тунляо, КНР             | Тверде     | Ліга Декмеєре            | Анна Бастрікова Ніна Братчикова          | 7–5, 7–6(5)         |
| Поразка   | 10.  | 13 червня 2004  | Пекін, КНР              | Тверде (i) | Ліга Декмеєре            | Чжуан Цзяжун Вінне Пракуся               | 3–6, 1–6            |
| Перемога  | 11.  | 4 липня 2004    | Лос-Гатос, США          | Тверде     | Софія Арвідссон          | Нана Міяґі Лілія Остерло                 | 6–1, 2–6, 6–4       |
| Поразка   | 11.  | 28 вересня 2004 | Джерсі, Велика Британія | Тверде (i) | Анаушка ван Ексел        | Емма Лайне Катрін Верле-Шеллер           | 6–1, 1–6, 1–6       |
| Поразка   | 12.  | 11 жовтня 2004  | Глазго, Шотландія       | Тверде (i) | Клер Каррен              | Ліенн Бейкер Франческа Любіані           | 3–6, 7–5, 4–6       |
| Поразка   | 13.  | 31 жовтня 2004  | Стамбул, Туреччина      | Тверде (i) | Катрін Верле-Шеллер      | Олена Антипіна Гана Шромова              | 7–6(7), 3–6, 5–7    |
| Поразка   | 14.  | 5 грудня 2004   | Раанана, Ізраїль        | Тверде     | Бахія Мухтассен          | Ципора Обзилер Шахар Пеєр                | 3–6, 0–6            |
| Поразка   | 15.  | 13 лютого 2006  | Алгарве, Португалія     | Тверде     | Ліана Унгур              | Емілі Баке Хаєнне Евейк                  | 3–6, 3–6            |
| Поразка   | 16.  | 5 березня 2006  | Раанана, Ізраїль        | Тверде     | Габріела Веласко Андреу  | Івета Герлова Вероніка Раймржова         | 2–6, 6–2, 3–6       |
| Перемога  | 12.  | 12 березня 2006 | Хайфа, Ізраїль          | Тверде     | Габріела Веласко Андреу  | Ірина Бремон Яна Левченко                | 6–0, 6–0            |
| Поразка   | 17.  | 7 травня 2006   | Анталія, Туреччина      | Ґрунт      | Матея Межак              | Ципора Обзилер Роміна Опранді            | 6–4, 4–6, 0–6       |
| Перемога  | 13.  | 14 травня 2006  | Анталія, Туреччина      | Ґрунт      | Маргаліта Чахнашвілі     | Клер де Губернатіс Александра Дулгеру    | 6–4, 6–3            |
| Поразка   | 18.  | 24 вересня 2006 | Мітилена, Греція        | Тверде     | Анна Куманту             | Мая Камбич Олександра Панова             | 2–6, 1–6            |
| Перемога  | 14.  | 1 жовтня 2006   | Батумі, Грузія          | Тверде     | Петра Цетковська         | Василіса Давидова Марина Шамайко         | 6–4, 3–6, 6–4       |
| Перемога  | 15.  | 29 жовтня 2006  | Стамбул, Туреччина      | Тверде (i) | Мервана Югич-Салкич      | Сорана Кирстя Кеті О'Браєн               | w/o                 |
| Поразка   | 19.  | 19 лютого 2007  | Сент-Пол, США           | Тверде (i) | Мервана Югич-Салкич      | Софія Арвідссон Антонелла Серра-Дзанетті | 6–7(4), 7–5, 6–7(7) |
| Поразка   | 20.  | 11 березня 2007 | Ramat Hasharon, Ізраїль | Тверде     | Мартіна Бабакова         | Івета Герлова Луціє Кріґсманнова         | 3–6, 3–6            |
| Перемога  | 16.  | 13 травня 2007  | Анталія, Туреччина      | Тверде     | Коріна Перковіч          | Анна Сміт Роксане Вайзенберг             | 7–6(1), 6–4         |
| Перемога  | 17.  | 20 травня 2007  | Анталія, Туреччина      | Ґрунт      | Коріна Перковіч          | Анна Фіцпатрік Ана Веселинович           | 1–6, 6–1, 6–4       |
| Поразка   | 21.  | 17 липня 2007   | Бостон, США             | Тверде     | Ліга Декмеєре            | Мелінда Цінк Наталі Грандін              | 1–6, 3–6            |
| Перемога  | 18.  | 28 жовтня 2007  | Стамбул, Туреччина      | Тверде (i) | Мервана Югич-Салкич      | Кім Кілсдонк Елісе Тамаела               | 6–1, 6–2            |
| Перемога  | 19.  | 29 червня 2008  | Періге, Франція         | Ґрунт      | Анна-Лена Гренефельд     | Хань Сіньюнь Сюй Їфань                   | 6–3, 6–4            |
| Перемога  | 20.  | 6 липня 2008    | Мон-де-Марсан, Франція  | Ґрунт      | Неуза Сілва              | Мелані Клаффнер Фредеріка Пієдаде        | 6–4, 6–2            |
| Поразка   | 22.  | 27 липня 2008   | ITF Петанж, Люксембург  | Ґрунт      | Стефані Форец            | Корінна Дентоні Анастасія Пивоварова     | 4–6, 1–6            |
| Перемога  | 21.  | 3 жовтня 2010   | ITF Афіни, Греція       | Тверде     | Віталія Дяченко          | Елені Даніліду Петра Мартич              | w/o                 |
| Поразка   | 23.  | 24 липня 2011   | ITF Бухарест, Румунія   | Тверде     | Марія Елена Камерін      | Ірина-Камелія Бегу Елена Богдан          | 7–6(7), 6–7(4), 6–4 |